# Placówki dyplomatyczne i konsularne w Polsce: E
Stan na: 23 grudnia 2024

## Egipt

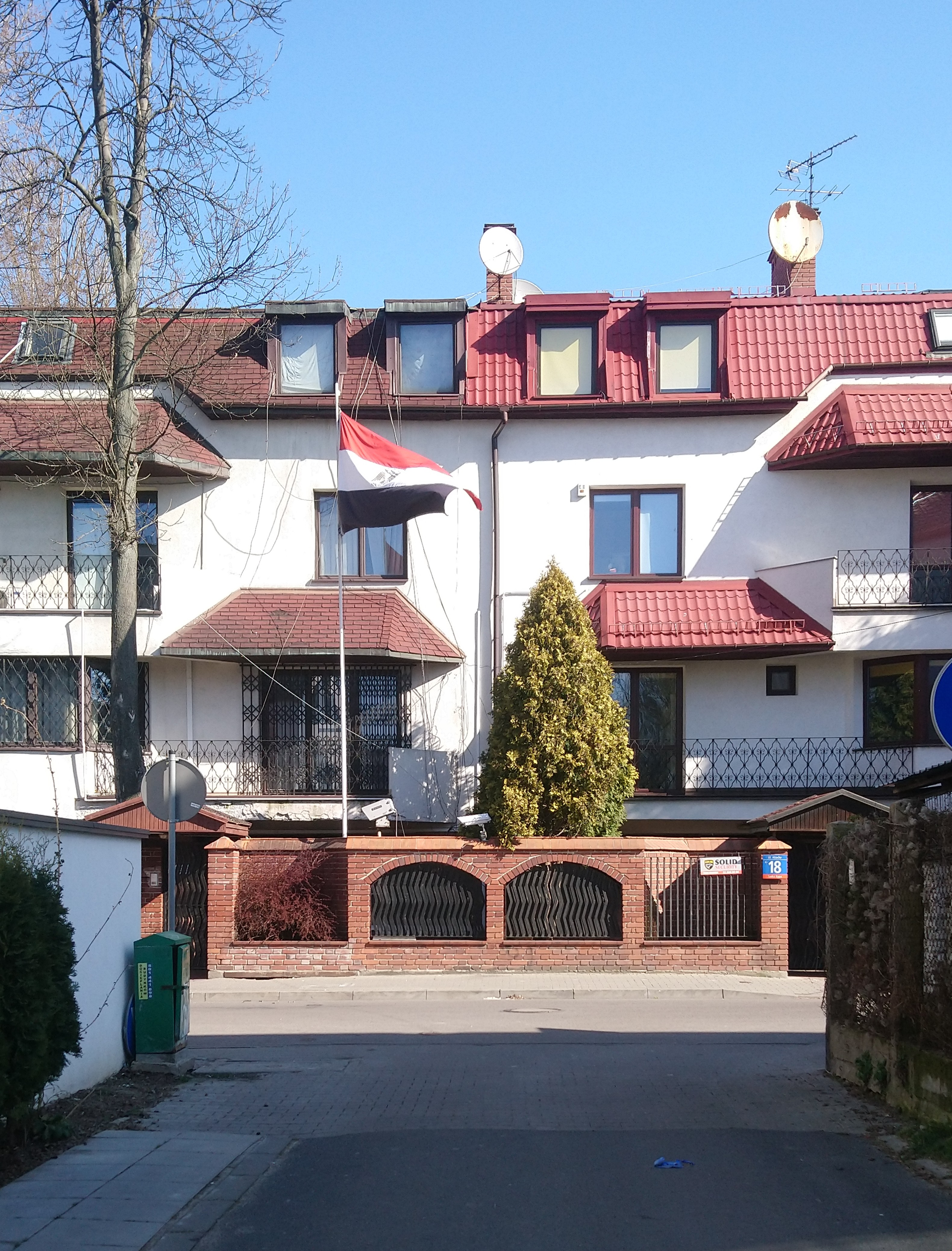
Budynek ambasady Egiptu przy ulicy Alzackiej w Warszawie

Ambasada Arabskiej Republiki Egiptu w Warszawie
- szef placówki: Ahmed El Ansari (ambasador)

## Ekwador

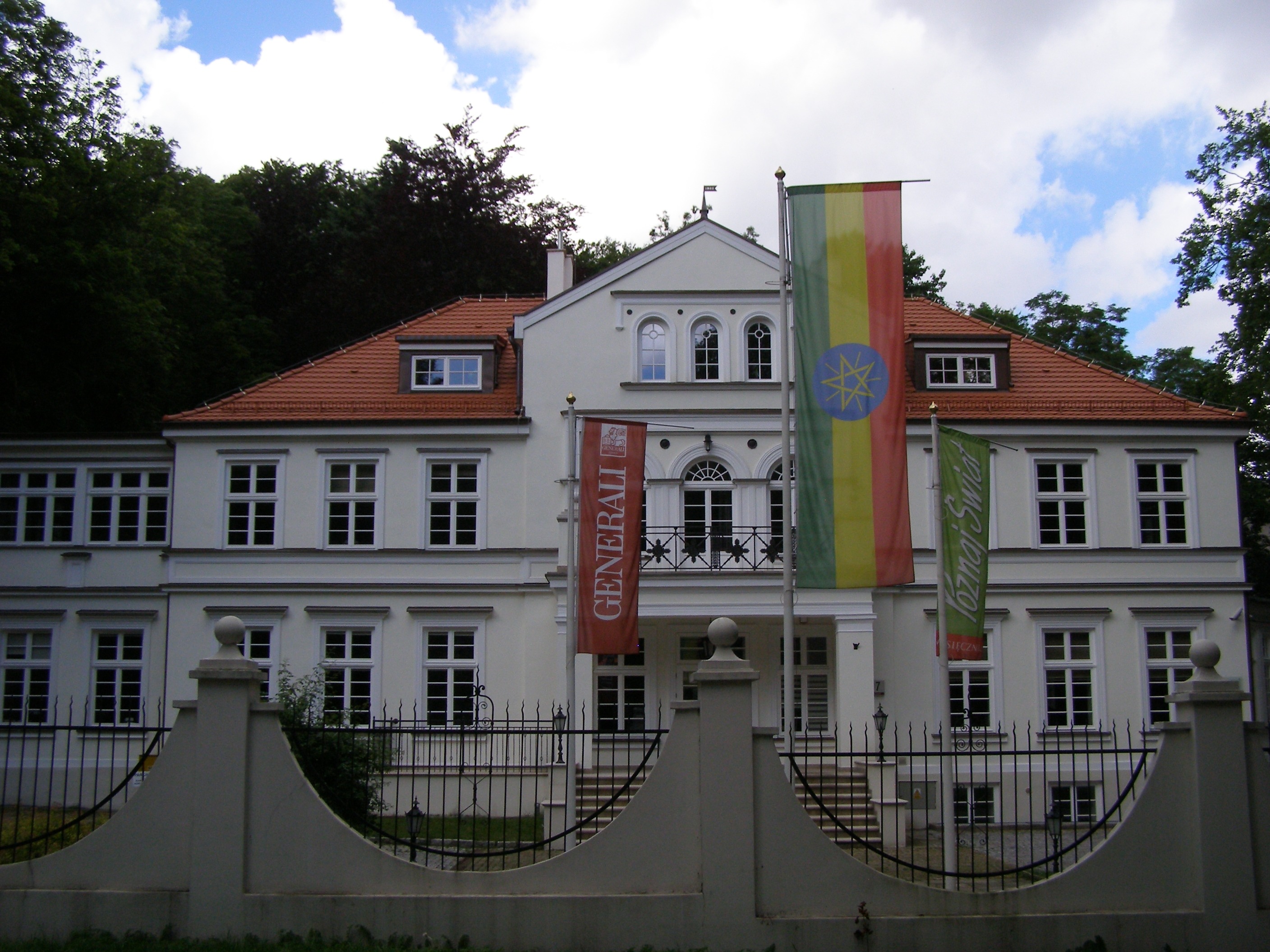
Konsulat Honorowy Federalnej Demokratycznej Republiki Etiopii w Gdańsku

Brak placówki – Polskę obsługuje Ambasada Republiki Ekwadoru w Wiedniu (Austria).

## Erytrea
Brak placówki – Polskę obsługuje Ambasada Państwa Erytrei w Berlinie (Niemcy).

## Estonia

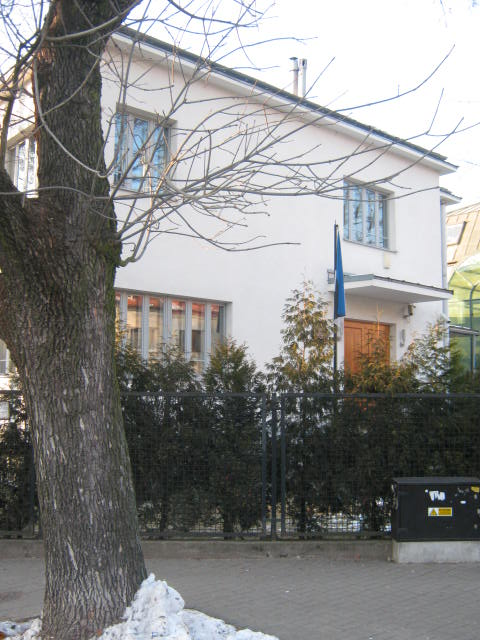
Ambasada Estonii przy ulicy Karwińskiej w Warszawie

Ambasada Republiki Estońskiej w Warszawie
- szef placówki: Miko Haljas (ambasador)
- Strona oficjalna

Konsulat Honorowy Republiki Estońskiej w Białymstoku
- szef placówki: Iwona Wrońska (konsul honorowy)

Konsulat Honorowy Republiki Estońskiej w Gdańsku
- szef placówki: Tomasz Posadzki (konsul honorowy)

Konsulat Honorowy Republiki Estońskiej w Krakowie
- szef placówki: Piotr Paluch (konsul honorowy)

Konsulat Honorowy Republiki Estońskiej w Poznaniu
- szef placówki: Aleksandra Iwaszkiewicz-Woda (konsul honorowy)
- Strona oficjalna

Konsulat Honorowy Republiki Estońskiej we Wrocławiu
- szef placówki: Waldemar Siemiński (konsul honorowy)
- Strona oficjalna

Konsulat Honorowy Republiki Estońskiej w Szczecinie
- szef placówki: Robert Kornecki (konsul honorowy)

## Eswatini
Brak placówki – Polskę obsługuje Ambasada Królestwa Eswatini w Brukseli (Belgia).

## Etiopia
Brak placówki – Polskę obsługuje Ambasada Federalnej Demokratycznej Republiki Etiopii w Berlinie (Niemcy).
Konsulat Honorowy Federalnej Demokratycznej Republiki Etiopii w Gdańsku
- szef placówki: Roman Rojek (konsul honorowy)